# メイノー
メイノー（Maino, 本名：ジャークイン・マルファス三世、1973年8月30日 - ）は、アメリカ合衆国・ニューヨーク州ブルックリン出身のラッパーである。

## 人物
ハードコアラッパーとして、アンダーグラウンド時代から有名。ジャンル的には、イースト・コースト・ラップにカテゴライズされる事が多い。
2009年にメジャーレーベルのアトランティック・レコードからアルバム『If Tomorrow Comes...』でデビューを飾っており、このアルバムからのシングル「All the Above (feat. T-Pain)」が全米最高39位まで昇りつめ、話題となる。

## 略歴
2009年6月30日、デビューアルバム『If Tomorrow Comes...』をリリース。全米アルバムチャートにて、初登場25位を記録。このアルバムから「All the Above」等のヒット曲が生まれる。
2012年2月28日には、セカンドアルバム『The Day After Tomorrow』をリリースした。

## ディスコグラフィ

### アルバム
- If Tomorrow Comes...（2009年）
- The Day After Tomorrow（2012年）

### 代表曲
- "All the Above" (feat. T-Pain) （全米最高39位）